# España F5 2008
El España F5 Futures de 2008 es un evento de tenis masculino que se lleva a cabo en la ciudad de Murcia entre el 4 y 10 de febrero de 2008.
Entrega una bolsa de premios de 10.000 dólares.

## Campeones
- Individuales masculinos:  Nicolas Coutelot
- Dobles masculinos:  Grigor Dimitriv /  Carlos Poch Gradin

## Cabezas de serie
A continuación se detallan los cabeza de serie de cada categoría. Los jugadores marcados en negrita están todavía en competición. Los jugadores que ya no estén en el torneo se enumeran junto con la ronda en la cual fueron eliminados.

### Cabezas de serie (individuales)
| 1. | Marc Fornell Mestres         | pierde ante | José Antonio Fuentes Tevar | 1.ª ronda        |
| 2. | Miguel Ángel López Jaén      | pierde ante | Nicolas Coutelot           | Final            |
| 3. | José Antonio Sanches de Luna | pierde ante | Joao Sousa                 | 2ª ronda         |
| 4. | Bartolomé Salva Vidal        | pierde ante | Carlos Poch Gradin         | Cuartos de final |
| 5. | Komlavi Loglo                | pierde ante | Mounir El Aaraj            | 1.ª ronda        |
| 6. | Héctor Ruiz Cadenas          | pierde ante | Andrea Arnaboldi           | 2ª ronda         |
| 7. | Carlos Poch Gradin           | pierde ante | Miguel Ángel López Jaén    | Semifinal        |
| 8. | Javier Genaro Martínez       | pierde ante | Nicolas Coutelot           | Cuartos de final |

### Cabezas de serie (dobles)
| 1. | Miguel Ángel López Jaén Bartolomé Salva Vidal | pierden ante | Carlos González de Cueto Rhyne Williams | Cuartos de final |
| 2. | Oscar Burrieza López Nikolai Nesterov         | pierden ante | Ignacio Coll Riudavets David Rice       | 1.ª ronda        |
| 3. | Pablo Santos González Juan Miguel Such Pérez  | pierden ante | Grigor Dimitriv Carlos Poch Gradin      | Cuartos de final |
| 4. | Agustín Boje Ordóñez Pedro Clar Rossello      | pierden ante | Alexandre Bonatto Rodrigo Guidolin      | Cuartos de final |